# Bergungsort Salzbergwerk Altaussee
Der Bergungsort Salzbergwerk Altaussee war von 1943 bis 1945 die größte geheime Einlagerungsstätte für Nazi-Raubkunst und andere wertvolle bewegliche Kulturgüter zum Schutz gegen die Auswirkungen des Zweiten Weltkrieges in der Gemeinde Altaussee in Österreich.

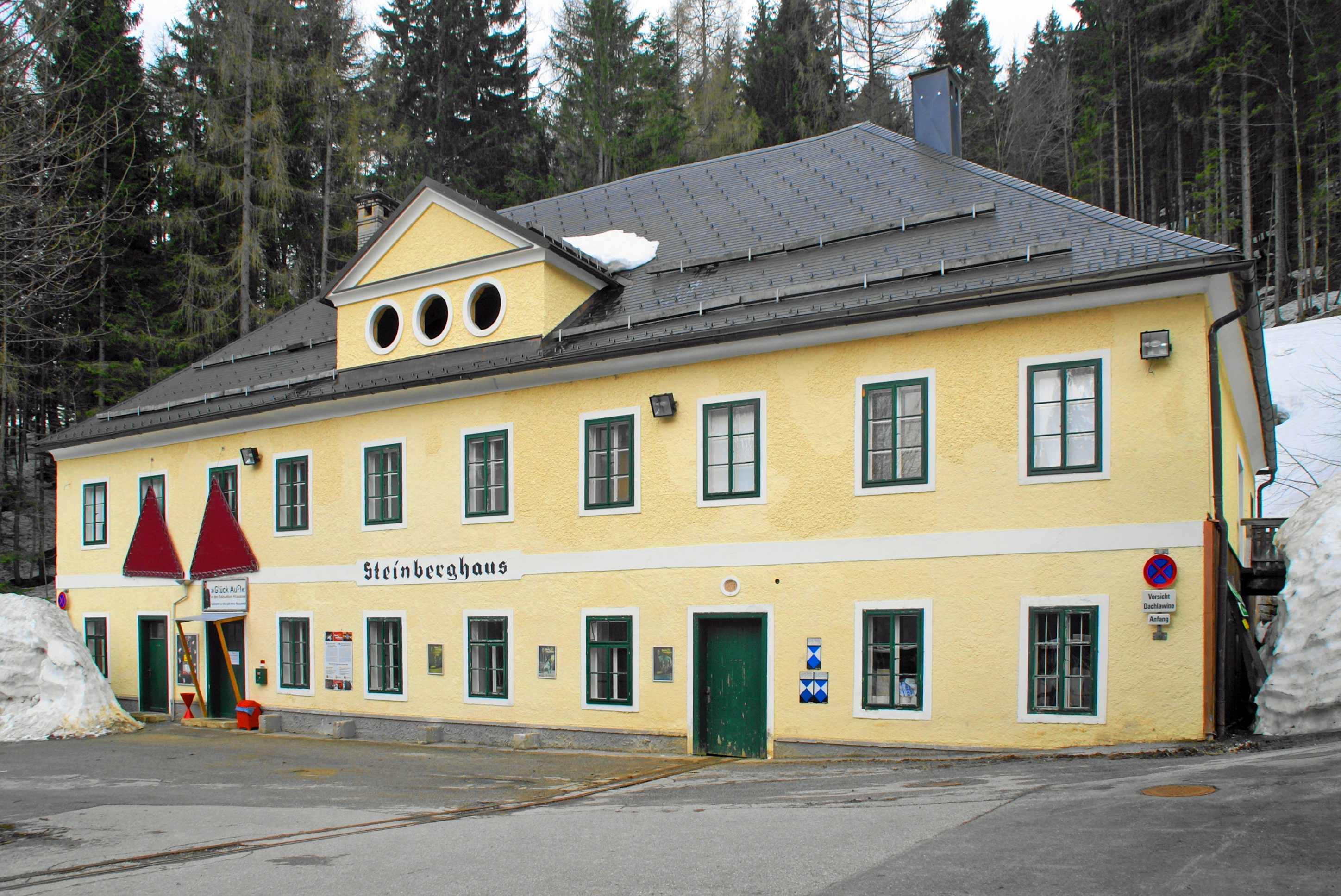
Knappenhaus „Steinberghaus“ am Stolleneingang zum Bergungsort Salzbergwerk Altaussee

## Einlagerungen 1943 bis 1945
In den stillgelegten Werksanlagen (Werker genannt) des Altausseer Salzbergwerkes wurde ab 1943 ein großes Depot für Kulturgüter eingerichtet. Nach den notwendigen Verschalungs- und Verzimmerungsarbeiten gelangten ab August 1943 vorerst Kunstschätze aus österreichischen Kirchen, Klöstern und Museen zur Einlagerung. Ab Jänner 1944 wurde auch der Bestand von etwa 4700 Kunstwerken eingelagert, der unter dem Decknamen Sonderauftrag Linz von Adolf Hitler angesammelt wurde und für das geplante Führermuseum in Linz bestimmt war. Ein großer Teil dieses Bestandes gilt als NS-Raubkunst. Hier wurden im August und September 1944 unter der Leitung der klassischen Archäologen Armin von Gerkan und Jan Willem Crous 1500 Kisten mit Beständen aus dem DAI Rom eingelagert.
Gegen Kriegsende umfasste das gesamte Depot in acht stillgelegten Werksanlagen etwa 6.500 Gemälde sowie zahlreiche wertvolle Statuen, Möbel, Waffen, Münzen und Bibliotheken. Der Wert dieser Kulturgüter wurde nach dem Krieg auf ungefähr 3,5 Milliarden US-Dollar geschätzt.
Nachweislich stammen 567 Werke aus beschlagnahmtem jüdischen Eigentum aus Deutschland, Österreich, Frankreich, der Tschechoslowakei, Polen und der Sowjetunion. Weitere etwa 1000 Gemälde stammen aus Zwangsverkäufen oder wurden von NS-Dienststellen eingeliefert. Etwa 3200 Objekte wurden über den Kunsthandel oder über Privatkäufe erworben, auch diese stammen zu einem unbekannten Teil aus Sammlungen, die unrechtmäßig entzogen oder als sogenanntes „Fluchtgut“ unter Zwang verkauft werden mussten. Die Forschungen über die Herkunft der einzelnen Werke dauert bis heute an, sie wird seit August 2008 über eine online gestellte Datenbank des Deutschen Historischen Museums unterstützt.

## Ereignisse bei Kriegsende

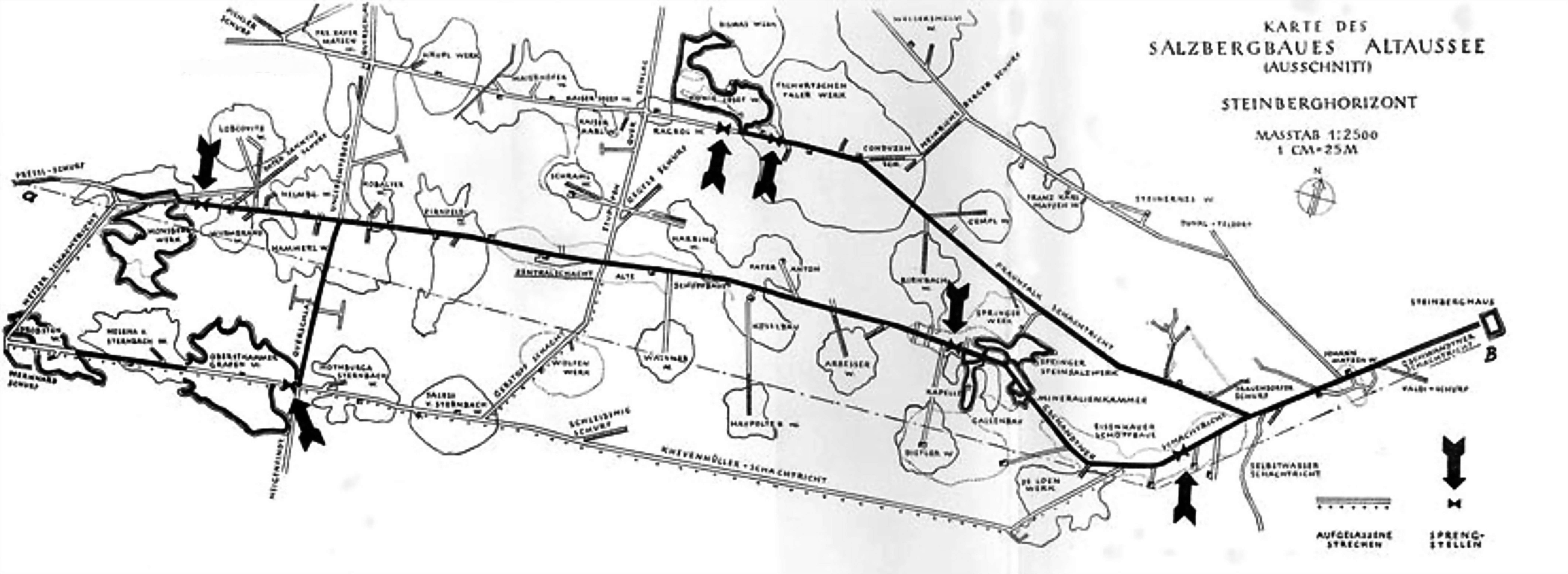
Karte des Salzbergwerks Altausee (1945) Die schwarzen Pfeile geben die Sprengstellen, d. h. die Lagerorte der getarnten Fliegerbomben an

Das Depot im Salzbergwerk bestand aus Tausenden Gemälde, Hunderten Zeichnungen, Aquarelle, Skulpturen und Pretiosen von unschätzbarem Wert. In dem Stollen lagern Bestände der Wiener Museen, die Reichskleinodien, der Schatz des Ordens vom Goldenen Vlies, die Bibliothek des Deutschen Archäologischen Institutes in Rom, die sogenannte „Führersammlung“, aus ganz Europa zusammengeraubtes Kunstgut, der Genter Altar, Michelangelos „Madonna“, Rembrandts „Selbstbildnis“, Breughels „Bauernhochzeit“. Seit dem 10. April lagerten im Bergwerk auch acht Kisten mit der Aufschrift „Vorsicht Marmor. Nicht stürzen“. Die Aufschrift war Tarnung. In jeder der Kisten steckte eine 500-Kilo-Bombe. August Eigruber, der Reichsstatthalter des Reichsgaus Oberdonau, war eigenmächtig entschlossen, das Bergwerk in die Luft zu jagen, um die Kunstschätze „nicht in die Hände des kapitalistischen Weltjudentums fallen zu lassen“.

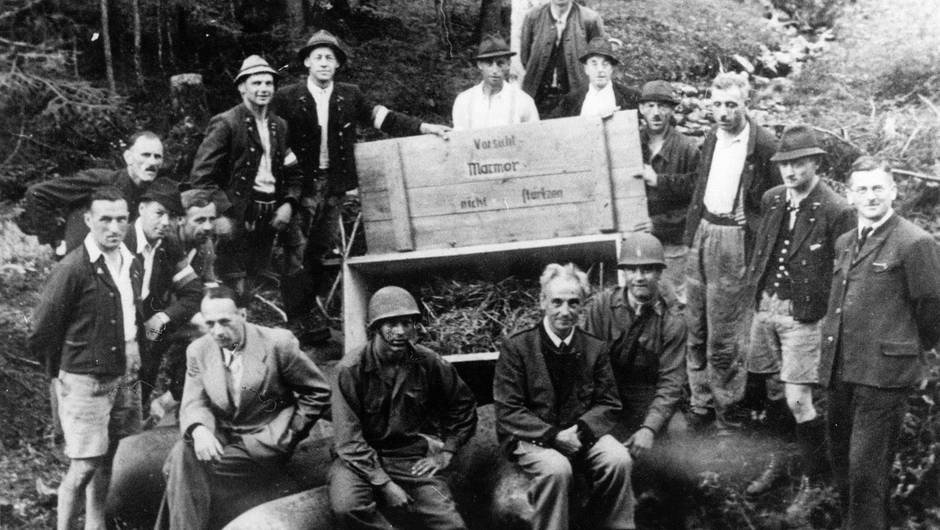
Gruppenfoto nach der Bergung der in Holzkisten verpackten 500-kg-Bomben aus dem Salzbergwerk Altaussee, Mai 1945

Helmut von Hummel, der zu dieser Zeit Beauftragter für die Logistik des Bergungsortes war, verzögerte die gefallene Entscheidung Eigrubers, nach eigenen Angaben, in dem er Führerbefehle fälschte und anders interpretierte. Nach einer anderen Version soll Ernst Kaltenbrunner die treibende Kraft bei der Rettung der Kunstschätze gewesen sein, als es darum ging, den fanatischen Gauleiter August Eigruber von einer beispiellosen Zerstörungsaktion der im Salzbergwerk eingelagerten Kunstwerke abzuhalten. Von Kaltenbrunner sind in der Zeit bis zum 5. Mai fortgesetzte Abstimmungsfahrten im Salzkammergut überliefert. Er reiste zwischen Altaussee, Salzburg, Berchtesgaden und Attersee hin und her und war vor allem damit befasst, Gold- und Devisenvorräte des „Dritten Reiches“ für die unsichere Zeit danach in sichere Verstecke zu verbringen. So sind in den letzten Kriegswochen mehrere Treffen mit Kajetan Mühlmann, Hitlers oberstem Kunsträuber, am Attersee belegt.

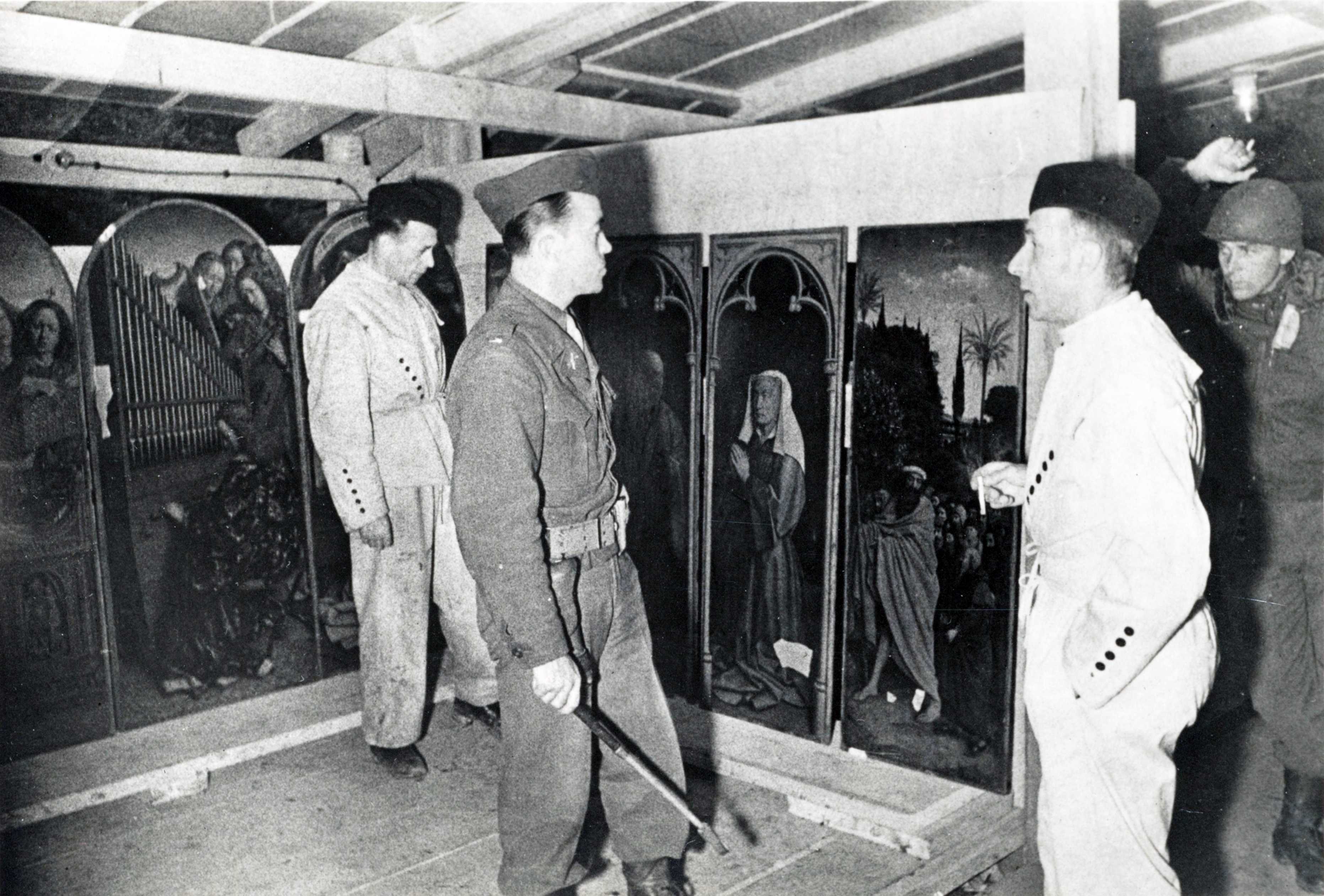
Lt. Daniel J. Kern, Kunstrestaurator Karl Sieber und Ingenieur Max Eder blicken auf die Flügel des Genter Altars, 1945

Mit Eigruber telefoniert Kaltenbrunner am 4. Mai nachts ein Uhr. In Altaussee suchen die Salinendirektion unter dem damaligen Generaldirektor Emmerich Pöchmüller, Bergarbeiter und Antifaschisten verzweifelt nach einer Möglichkeit, die Sprengung des Bergwerks mit den Kunstschätzen zu verhindern. Bergrat Högler versammelt am Mittag des 3. Mai die Arbeiter und informiert sie über die Lage. Es mögen sich Freiwillige für die Bewachung der Bomben und im äußersten Falle auch zur Beseitigung des Sprengkommandos melden. Alle melden sich freiwillig. Ein Bergarbeiter, Alois Raudaschl, schlägt vor, zusätzlich mit Kaltenbrunner Kontakt aufzunehmen. Högler ist am Nachmittag bei Kaltenbrunner, der seine Chance erkennt. Kaltenbrunner verspricht, bei Eigruber zu intervenieren, bekommt aber keine Telefonverbindung. In der Nacht schaffen die Arbeiter auf eigene Verantwortung die Bomben aus dem Bergwerk. Als Kaltenbrunner Eigruber endlich erreicht, führen der Chef des Reichssicherheitshauptamtes und der Reichsstatthalter Oberdonau einen Wortwechsel über vollendete Tatsachen. Kaltenbrunner hat seine Chance wahrgenommen. Um weitere Zugriffe auf die Kunstschätze zu vermeiden, wurden anschließend noch die maßgeblichen Zugänge zu den einzelnen Werkern zugesprengt. Nach der Besetzung von Altaussee am 8. Mai 1945 durch eine amerikanische Infanterieeinheit wurde in den darauffolgenden Tagen mit der Öffnung der Stolleneingänge begonnen und die Sicherstellung der Kunstschätze eingeleitet.

## Auslagerungen 1945 bis 1948

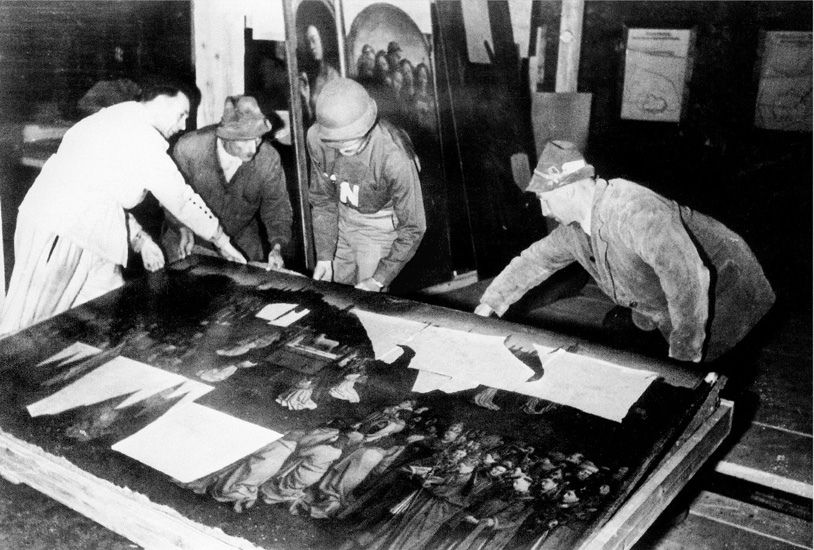
Der Genter Altar während der Bergung aus dem Salzbergwerk Altaussee, 1945

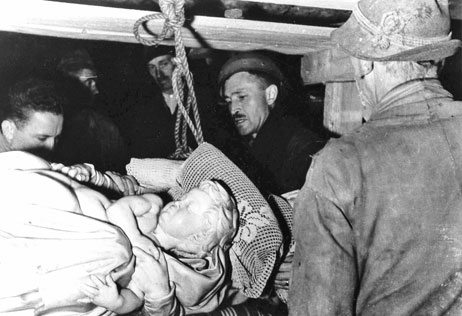
Michelangelos Brügger Madonna bei der Bergung aus dem Salzbergwerk Altaussee, 1945

In der amerikanischen Armee gab es einen Stab von Beauftragten für den Schutz von Baudenkmälern, Kunst und Archiven (Monuments, Fine Arts, and Archives Section), der in München einen Central Collecting Point für geborgene Kulturgüter eingerichtet hat. In diesen CCP gelangte auch der Großteil der im Salzbergwerk Altaussee gelagerten Kunstgüter. Diese wurden, soweit möglich, nachfolgend an die Staaten, aus denen sie stammten, zurückgegeben. Die Klärung der Eigentumsverhältnisse war allerdings in vielen Fällen schwierig. Die endgültige Räumung der Kulturgüter aus dem Salzbergwerk Altaussee konnte erst spät abgeschlossen werden.

## Gedenken
Das Schaubergwerk Salzwelten thematisiert diese Episode während der regulären Führungen. Im Sommer werden eigene Sonderführungen zur Kunstgüterbergung angeboten. 2019 wurde ein Kunstgutlager modern inszeniert und für Besucher zugänglich gemacht.

## Medien
- Monuments Men – Ungewöhnliche Helden, (Spielfilm, USA 2014)
- Ein Dorf wehrt sich, (Spielfilm, Deutschland/Österreich 2019)